# ヴィクラムとヴェーダー
『ヴィクラムとヴェーダー』（Vikram Vedha）は、2017年のインドのタミル語ネオ・ノワールアクションスリラー映画。『屍鬼二十五話』に着想を得た作品で、プシュカル&ガーヤトリが監督を務め、R・マーダヴァンとヴィジャイ・セードゥパティが主演を務めたほか、シュラッダー・シュリーナート、カーティル、ヴァララクシュミ・サラトクマール、プレーム・クマール、アチユト・クマール、ハリーシュ・ペーラディ、ヴィヴェーク・プラサンナが助演キャストとして出演している。
2017年7月21日に公開され、演出・音楽・脚本・カメラワーク・アクションシーン・キャスト（R・マーダヴァンとヴィジャイ・セードゥパティ）の演技が高く評価され、第65回フィルムフェア賞 南インド映画部門で4部門を受賞した。また、2022年にはリメイク作品の『ヴィクラムとヴェーダ』が公開されている。

## ストーリー
チェンナイの警官ヴィクラム警部はギャングのヴェーダーに対抗するため、同期のサイモン警部が組織する偽装襲撃作戦を専門とする特殊任務部隊の一員として活動していた。ある日、ヴェーダー一味を襲撃したヴィクラムは非武装の男を射殺してしまい、その男に銃を握らせて射殺を正当化する。ヴィクラムたちは続いてヴェーダーのアジトを襲撃するため準備を進めていたが、そこにヴェーダーが自首したためヴィクラムは彼を尋問するが、ヴェーダーからある話を聞かされる。駆け出しのギャングだったヴェーダーは弟ヴィグネーシュ（プリ）を犯罪者の道に進ませないように苦心していたが、プリは友人のチャンドラと共に薬物の売人ラヴィから薬物の密輸を強要されてしまう。2人は警官に捕まり、プリが自白したことでラヴィが逮捕される。ラヴィは釈放後、ボスのサングの命令でプリに制裁を加える。話を語り終えたヴェーダーは、ヴィクラムに対して「ラヴィとサング、どちらを殺すべきか」と尋ね、ヴィクラムは「ラヴィは実行者に過ぎず、命令者のサングを殺すべきだ」と返答する。ヴェーダーは彼の返答に満足し、自分がサングを殺したことを示唆した。尋問が続く中、ヴィクラムの妻でヴェーダーの弁護士を務めるプリヤーが警察署を訪れ、ヴェーダーが保釈される。
ヴェーダーの保釈後、捜査資料を確認したヴィクラムは、自分が殺した非武装の男が彼の弟プリであることに気付く。ヴィクラムはヴェーダーの話から、彼が弟の復讐のために部隊の指揮官であるサイモンの命を狙っていると考えて助けに廃工場に向かうが、そこでサイモンとチャンドラの遺体を発見する。ヴィクラムと上官スレーンダル警視は捜査官を引き連れてヴェーダーの潜伏先を捜索して彼を確保するが、ヴェーダーは護送中に新たな話をヴィクラムに聞かせる。成長したプリは兄の仕事を手助けするため、株式投資を通して資金洗浄することを提案し、ヴェーダーのボスであるチェタは提案を受け入れて5000万ルピーをヴェーダーに投資する。しかし、資金を預けたチャンドラが誘拐され、資金も盗まれてしまう。その後、誘拐は自分の夢を叶えるための資金を手に入れようとしたチャンドラの自作自演であることが判明し、彼女は恋人となっていたプリと離れることに耐えられずに戻ってくる。ヴェーダーは資金をチェタに返すが、チェタは見せしめとしてチャンドラを殺すように彼に命令する。話を語り終えたヴェーダーは、ヴィクラムに対して「チェタに従いチャンドラを殺すか、彼女とプリを守りチェタと戦うべきか」と尋ね、ヴィクラムは「プリとチャンドラを守るべきだ」と返答する。ヴェーダーは彼の返答に満足し、プリとチャンドラの死について再調査するように告げ、ヴィクラムの元から逃亡する。
ヴィクラムはプリの居場所を密告したカーッタイに事情を聞こうとするが、すでに彼は殺された後だった。ヴィクラムは犯人を捜索するが、その途中でヴェーダーと対立していたケララ・ギャングを発見する。ヴィクラムはケララ・ギャングを追い詰めるが、逆に殺されそうになったものの、駆け付けた部下のサンダーナムによってケララ・ギャングは射殺される。その後、ヴィクラムはケララ・ギャングの部屋を捜索し、そこで煙草に偽装された薬物を発見する。彼は一連の事件の黒幕はヴェーダーの側近になっていたラヴィであると判断し、ヴェーダーに事実を伝え、話を聞いた彼はラヴィを廃工場に連れ出す。遅れて廃工場に駆け付けたヴィクラムに対し、ヴェーダーは最後の話を聞かせる。チャンドラの一件でチェタと決別したヴェーダーは彼との抗争に突入し、2人を巻き込まないようにムンバイに避難させる。抗争を有利に進めるヴェーダーだったが、警察が自分の部下たちを集中して殺していることに気付き、難病を患う息子の治療費を手に入れるためにサイモンがラヴィに買収されていたことをヴィクラムに告げる。サイモンが犯罪に加担していたことに憤慨するヴィクラムを余所に、ヴェーダーはラヴィを殺して、その場を立ち去る。
ヴェーダーが立ち去った後にスレーンダルが部下を引き連れて到着し、ヴェーダーを取り逃がしたヴィクラムを叱責するが、ヴィクラムはスレーンダルや部下たちもラヴィに買収されていたことに気付く。正体を暴かれたスレーンダルは、ヴェーダー抹殺のためにラヴィから買収されたこと、チャンドラを誘拐してプリを誘い出し、それによってヴェーダーも誘き出そうとしていたが、それに反対してチャンドラを解放したサイモンを彼女もろとも殺害したことを自白する。スレーンダルはヴィクラムを殺すように部下たちに命令するが、そこにヴェーダーが現れてヴィクラムを助け出す。ヴィクラムはヴェーダーと共闘して部下たちを無力化することに成功し、スレーンダルを射殺する。事件を解決したヴィクラムは「命を救ってくれたお前を見逃すべきか、それとも犯罪者として殺すべきか」とヴェーダーに問いかけ、互いに銃を向け合う姿が描かれて物語は幕を閉じる。

## キャスト
| 警察 - ヴィクラム警部 - R・マーダヴァン - サイモン警部 - プレーム・クマール - スレーンダル警視 - アチユト・クマール - サンダーナム - K・マニカンダン - プラバーカル - ジョージ・ヴィジャイ・ネルソン - アンサーリ - バーブ - パンディアン - ヴァーラディ・E・カールティク - ヴェルラージ - E・ラームダース - ハリ - サティヤ - テャーギャラージャン - ゴーピ | ギャング - ヴェーダー - ヴィジャイ・セードゥパティ - チェタ - ハリーシュ・ペーラディ - ラヴィ - ヴィヴェーク・プラサンナ - ヴェルラージ - オーガスティン - ガンジャ - クッタ - サング - R・アマレンドラン - ディリ - シヴァ - ジジョー - スガンダン - グンドゥ・バーブ - バーブ - ムニ - ヴィジャイ・ムトゥ - カーッタイ - アショーク | 家族 - プリヤー - シュラッダー・シュリーナート - ヴィグネーシュ（プリ） - カーティル - チャンドラ - ヴァララクシュミ・サラトクマール - アニタ - ゴウリラクシュミ・G - アレックス - J・K・アバイ - 幼少期のプリ - アーカーシュ - 幼少期のチャンドラ - ヴァイシュナヴィ - ディリップ - ガウラヴ・カライ |

## 製作

### 企画

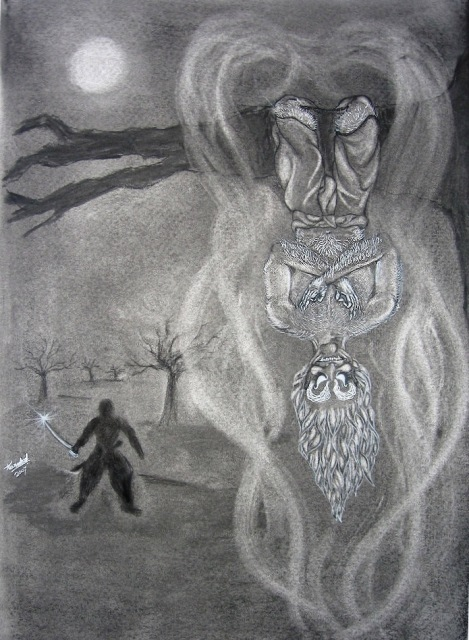
ヴィクラマーディティヤとヴェーターラ

2010年に『Va』が公開された後、監督のプシュカル&ガーヤトリは、これまで手掛けたコメディ映画路線を離れて新たなジャンルを開拓するための休息期間を設けた。この期間中に『ヴィクラムとヴェーダー』の企画を思い付いた2人は、怒りや憎悪、痛みといった感情によってキャラクターが突き動かされるシリアスな作風を目指し、善悪の区別が明確でないキャラクターを作り上げた。企画の初期段階では政治家、実業家、ジャーナリストのいずれかを題材にすることが検討されたが、最終的に警察とギャングを主軸とした物語にすることが決定された。物語はヴェーターラが問答を仕掛け、それに対してヴィクラマーディティヤが応答するという形式で描かれた説話集『屍鬼二十五話』に着想を得ており、映画のタイトルや2人の主人公の名前（ヴィクラム＝ヴィクラマーディティヤ、ヴェーダー＝ヴェーターラ）も『屍鬼二十五話』に由来している。タイトルデザインはゴーピ・プラサンナーが手掛けており、「ヴィクラムとヴェーダー（Vikram Vedha、விக்ரம் வேதா）」の「வி (Vi)」はヴィクラマーディティヤの剣、「தா (Dha)」はヴェーターラの尻尾をイメージしたデザインになっている。
2015年1月に『ザ・ヒンドゥー』のスディーシュ・カマトからの取材に応じたS・シャシカーントは、自身が経営するYNOTスタジオが『ヴィクラムとヴェーダー』の製作を手掛けることを明かした。また、プシュカル&ガーヤトリは脚本の執筆に1年間を費やし、2016年4月に脚本が完成した。主要スタッフとしてディリープ・スッバラーヤンがスタント監督、P・S・ヴィノードが撮影監督を務めており、リチャード・ケヴィン・Aが編集技師と助監督を兼任した。このほか、サンダーナム役のK・マニカンダンが台詞の執筆も手掛けている。

### キャスティング
プシュカル&ガーヤトリは、スダー・コーングラーの『最終ラウンド』のポストプロダクション中にR・マーダヴァンと接触して出演交渉を行い、2016年2月に彼とヴィジャイ・セードゥパティがそれぞれ警官役、ギャング役を演じることが決定した。2人は出演を承諾した理由について、『屍鬼二十五話』を題材にした脚本に興味を持ったことを挙げている。R・マーダヴァンは役作りのために髭を生やし、体重減量のために午後6時以降は食事を摂らず、食事の感覚を5時間半空けるなどの食事制限を行っている。また、ヴィジャイ・セードゥパティも役作りのために白髪交じりの髭を生やしている。
ヴェーダーの弟プリ役には、プシュカル&ガーヤトリが『Kirumi』の演技を見て感銘を受けたカーティルが起用された。2016年10月にはシュラッダー・シュリーナートがヴィクラムの妻プリヤー役で出演することが発表され、プシュカル&ガーヤトリは彼女を起用した理由について『U Turn』の演技に感銘を受けたことを明かしている。その後、スクリーン・テストを経て彼女の出演が正式に決定した。このほか、ジョン・ヴィジャイがギャング役に起用されたが、マラヤーラム語映画『Comrade in America』の撮影スケジュールと重複したため降板している。

### 撮影
『ヴィクラムとヴェーダー』には1億1000万ルピーの製作費が投じられ、2016年11月16日から北チェンナイのカシメドゥで主要撮影が始まり、ヴァララクシュミ・サラトクマールが撮影に参加した。第1スケジュールでは彼女とヴィジャイ・セードゥパティ、カーティルの出演シーンが5日間かけて撮影され、同月28日からはヴャサーパディーで第2スケジュールの撮影が始まり、ヴィジャイ・セードゥパティの出演シーンが追加撮影された。12月15日からはR・マーダヴァンの単独出演シーンとヴィジャイ・セードゥパティとの共演シーンの撮影が行われ、ビニー・ミルズでは4日間かけてクライマックスシーンが撮影された。2017年1月にヴィジャイ・セードゥパティの出演シーンの撮影が終了し、その後にマーダヴァンとシュラッダー・シュリナートの共演シーンが撮影され、主要撮影が終了した。撮影に費やされた日数は53日間だった。

### オープニング映像
映画冒頭のアニメーション映像はサンディヤ・プラバートとジェンマ・ジョゼが手掛け、ナーサルがナレーションを務めている。プラバートは『ニュー・インディアン・エクスプレス』からの取材の中で、プシュカル&ガーヤトリから「『屍鬼二十五話』のテーマをオープニング用に脚色して欲しい」と依頼されたことを明かしている。また、アニメキャラクターの初期デザインを完成させた後、2人はプラバートに対して「自分たちの視点から見た物語を場面ごとに描いた絵」を手渡し、シーン全体を美的に見えるように描くことを求めたという。監督の要請を受けたプラバートとジョゼは、アニメーション映像を挿入曲「Karuppu Vellai」とシンクロするように作成している。
ジョゼによると、アニメーション映像は黒・グレー・白を基調とし、ヴェーターラの目の色は映画のテーマに基づいて赤色を使用している。また、プシュカル&ガーヤトリはプラバートとジョゼに対して、「強くてパワフルな色彩で、彩度を落としたパレット」を使用するように指示したという。プラバートとジョゼは作成に際し、「複雑なグラフィックと重層的なエフェクトを使用することは映画のテーマから観客の目を逸らし、物語の理解を阻害する」と考え、セルアニメでオープニングシーンを作成している。絵コンテの作成からアニメーション映像を完成させるまで、1か月半の日数を費やしたという。

### 音楽
映画音楽とサウンドトラックの作曲と「Pogatha Yennavittu」の作詞はサム・C・Sが手掛け、「Yaanji」「Tasakku Tasakku」「Karuppu Vellai」の作詞はモーハン・ラージャン、ムタミル、ヴィグネーシュ・シヴァンがそれぞれ手掛けている。サム・C・Sは『ヴィクラムとヴェーダー』参加以前にプシュカル&ガーヤトリが手掛けたテレビコマーシャルに携わっており、2人が『Puriyatha Puthir』での作曲に感銘を受けたことで起用されたという。オーディオ権はティンク・ミュージックが取得している。
2017年6月19日にアルバムがリリースされ、それに先立ち6月5日に「Tasakku Tasakku」、同月12日に「Yaanji」がシングルリリースされている。『ザ・タイムズ・オブ・インディア』のシャランニャー・C・Rはサウンドトラックについて「サム・C・Sは"Karuppu Vellai"で映画のエッセンスを十分に引き出すことに成功している。"Yaanji"ではアニルド・ラヴィチャンダルとシャクティシュリー・ゴーパーランの歌はスタイリッシュかつ完璧なものだった。また、"Pogatha Yennavittu"は実に印象深い曲で、"Tasakku Tasakku"はとても陽気な曲であり、パーティー用の楽曲として最適な仕上がりになっている」と批評している。

## 公開
2016年12月30日にTwitter公式アカウントが開設され、2017年2月2日にタイトルポスターが公表された。同月24日にファーストルックポスターが公表され、3月13日にはR・マーダヴァンとヴィジャイ・セードゥパティのアクションシーンがフィーチャーされた予告編が公開された。予告編は公開24時間で再生回数が1000万回を超え、6月22日にはオフィシャルトレーラーが公開されている。
当初、『ヴィクラムとヴェーダー』は暴力シーンの多さから、中央映画認証委員会からのレイティング指定は「A」となっていたが、ファミリー層の観賞を実現するために製作者が働きかけた結果、レイティング指定が「U/A」に変更された。公開日は2017年7月7日を予定していたが、物品・サービス税の導入に伴う地方自治体税の廃止を巡ってタミル・ナードゥ州政府と対立したタミル製作者協議会が州内の全劇場を無期限封鎖するストライキを決行した影響で、公開が延期された。その後、タミル・ナードゥ州政府が税問題を検討する特別委員会を設置することでタミル製作者協議会と合意したため7月6日から劇場封鎖が解除され、『Meesaya Murukku』と共に同月21日から劇場公開された。タミル・ナードゥ州の配給はトライデント・アーツが手掛け、州内の350スクリーンで上映された。また、アメリカ合衆国の配給はアトムス・エンターテインメントが手掛けている。

## 評価

### 興行収入
公開初週末の興行収入は1億7000万ルピーを記録し、このうち1億ルピーはタミル・ナードゥ州の興行収入である。同州では公開第2週末までに2億5000万ルピーの興行収入を記録し、州外の興行収入を含めた累計興行収入は公開2週間で4億ルピーを記録し、タミル語映画年間興行成績は『バーフバリ 王の凱旋』に次いで第2位にランクインしている。アメリカ合衆国でも好評を博し、公開3日間の興行収入は15万ドルを越え、初週末までに36万6000ドルの興行収入を記録した。2017年10月28日に『ヴィクラムとヴェーダー』は100日間の上映を終え、12月までに国内外の累計興行収入は6億ルピーを記録している。
『ヴィクラムとヴェーダー』の興行的成功を受け、アビラーミ・ラーマナーダン（アビラーミ・メガ・モール所有者）、K・メーナクシスンダラム（マヤジャール副社長）など多くの配給業者や劇場所有者は、今後のタミル語映画界の興行的な見通しについて「品質のよい映画であれば、物品・サービス税の有無に関係なく観客が劇場に足を運ぶようになるだろう」と見解を示している。

### 批評
『ヴィクラムとヴェーダー』は批評家から好意的な評価を得ており、『インディアン・エクスプレス』のマノージュ・クマール・Rは「今年公開された映画の中で最高の作品だ。マーダヴァンとセードゥパティの2人は非常に素晴らしくて説得力のある演技で互いに競い合っているが、より自然な演技で観客からの喝采を浴びたのはセードゥパティの方だった」と批評し、『ヒンドゥスタン・タイムズ』のカールティク・クマールは「マーダヴァンの演技はとても素晴らしかった。そして、ヴェーダー役のセードゥパティの演技は比類なきものであり、彼がこの映画にとって最高の存在なのは間違いない。そして、監督のプシュカル&ガーヤトリは、最近のタミル語映画では見られない、観客の知性を刺激することに成功したのだ」と批評している。また、『インディア・トゥデイ』のシュリーヴァサンは、主人公2人の心理戦を『ダークナイト』におけるバットマンとジョーカーの会話劇と比較し、「よく作り込まれたキャラクターアークとギミックに満ちたフィルムメイキングが売りの、巧みに書き上げられたスリラー作品」と批評している。
『ザ・タイムズ・オブ・インディア』のM・スガーントは「マーダヴァンはスタイリッシュかつシリアスであり、セードゥパティはすべてのシーンで自信に満ちあふれていた。キャラクターの会話やオープニングシークエンスにいたるまで、まるで丁寧に組み立てられたパズルのピースのようだった。その一方で、複雑なプロット構造と重厚さの欠落は、この映画を退屈でスローペースな作品にしてしまった」と批評し、『デカン・クロニクル』のアヌパマ・スブラマニアムは「セードゥパティの演技からはカリスマ性がにじみ出ており、マーダヴァンは観客にキャラクターの感情を共感させるために精一杯努力していた」と批評している。また、『マラヤーラ・マノーラマー』のラゲーシュ・ゴーピナーダンは「スタイルと実体が完璧に混ざり合った素晴らしい作品だ。また、シュリーナート、ヴァララクシュミ、ペーラディの演技はキャラクターをリアルな存在として上手く描写していた」、『ファーストポスト』のシュリーダル・ピッライは「スマートな脚本、素晴らしい人物描写、そして主演のマーダヴァンとヴィジャイ・セードゥパティの見事な演技の勝利であり、これらの要素によって映画は盛り上がりを見せている。また、ヴァララクシュミはちっぽけな役しか用意されなかったにもかかわらず、映画にいくらかの温もりを与えてくれた」と批評し、『フィルム・コンパニオン』のバラドワジ・ランガンは「セードゥパティは実に素晴らしく、彼はカジュアルな服装で観客ウケのするような台詞を話していた。登場キャラクターの中では、チャンドラが一番説得力のあるキャラクターだった」とそれぞれ批評している。このほか、『Sify』は「マーダヴァンの繊細な演技とセードゥパティの唯一無二の演技が映画の強みであり、さらにシュリーナートの素晴らしい演技やヴァララクシュミの大胆で初々しい演技も見所になっている」、『ザ・クイント』のヴィクラム・ヴェンカテーシュワランは「マーダヴァンの演技は完璧で、その素晴らしさはスクリーンを食い尽くす勢いだ。一方、セードゥパティは長い時間自分自身をひたすら演じている。彼には近所のお調子者のような親しみやすさ以外にも、もっと多くの魅力があるというのに」とそれぞれ批評している。
『ザ・ヒンドゥー』のヴィシャール・メーナンは「この映画は善と悪、そして、その間にあるすべてのものを探求する素晴らしい作品だが、後半パートはまるで捜査スリラーのようであり、物語のペースダウンの要因になっている」と批評し、『ニュース・ミニッツ』のプリヤンカー・ティルムールティは「監督たちの作り出した知的な脚本が、観客にジェットコースターのように動き回る紆余曲折な展開を見せてくれた」と批評している。また、『ニュー・インディアン・エクスプレス』のスディール・シュリーニヴァーサンは『屍鬼二十五話』を現代風に脚色したプシュカル&ガーヤトリの「美しく書き込まれ、信じられないほど素晴らしい出来映えとなった作品」を絶賛し、『ガルフ・ニュース』のマイティリー・ラーマチャンドランは「この映画の見所はプシュカル&ガーヤトリの力強い脚本、よく練り込まれたキャラクター、キャスト全員の完璧な演技にある」と批評している。
多くの批評家は、撮影監督のP・S・ヴィノードが『Aaranya Kaandam』など複数のギャング映画で経験を積んだことが『ヴィクラムとヴェーダー』の成功に寄与したと指摘している。『ファーストポスト』のシュリーダル・ピッライや『sify』は、P・S・ヴィノードのカメラワークによって「映画に緊張感とムードが生み出し、北チェンナイの環境が完璧に再現された」と批評し、バラドワジ・ランガンはフィルム・ノワールで多用される「光と影の演舞」と比較して「面白みに欠けるフレームは一つも存在しない。この映画は撮影技術だけでも観ることができる」と批評している。

### 受賞・ノミネート
| 映画賞                                  | 授賞日           | 部門                       | 対象                                            | 結果       | 出典                                                    |
| --------------------------------------- | ---------------- | -------------------------- | ----------------------------------------------- | ---------- | ------------------------------------------------------- |
| アーナンダ・ヴィカタン映画賞            | 2018年1月18日    | 脚本賞                     | プシュカル&ガーヤトリ                           | 受賞       | [ 81 ] [ 82 ]                                           |
| アーナンダ・ヴィカタン映画賞            | 2018年1月18日    | 男性プレイバックシンガー賞 | - アニルド・ラヴィチャンダル - 「Yaanji」       | 受賞       | [ 81 ] [ 82 ]                                           |
| アーナンダ・ヴィカタン映画賞            | 2018年1月18日    | 悪役男優賞                 | ヴィジャイ・セードゥパティ                      | 受賞       | [ 81 ] [ 82 ]                                           |
| ノルウェー・タミル映画祭賞              | 2018年1月26日    | 脚本賞                     | プシュカル&ガーヤトリ                           | 受賞       | [ 83 ] [ 84 ]                                           |
| ノルウェー・タミル映画祭賞              | 2018年1月26日    | 主演男優賞                 | R・マーダヴァン                                 | 受賞       | [ 83 ] [ 84 ]                                           |
| ノルウェー・タミル映画祭賞              | 2018年1月26日    | 音楽監督賞                 | サム・C・S                                      | 受賞       | [ 83 ] [ 84 ]                                           |
| ノルウェー・タミル映画祭賞              | 2018年1月26日    | 男性プレイバックシンガー賞 | - アニルド・ラヴィチャンダル - 「Yaanji」       | 受賞       | [ 83 ] [ 84 ]                                           |
| テクノフェス賞                          | 2018年2月19日    | 監督賞                     | プシュカル&ガーヤトリ                           | ノミネート | [ 85 ] [ 86 ] [ 87 ] [ 88 ] [ 89 ] [ 90 ] [ 91 ] [ 92 ] |
| テクノフェス賞                          | 2018年2月19日    | 原案賞                     | プシュカル&ガーヤトリ                           | 受賞       | [ 85 ] [ 86 ] [ 87 ] [ 88 ] [ 89 ] [ 90 ] [ 91 ] [ 92 ] |
| テクノフェス賞                          | 2018年2月19日    | 主演男優賞                 | ヴィジャイ・セードゥパティ                      | ノミネート | [ 85 ] [ 86 ] [ 87 ] [ 88 ] [ 89 ] [ 90 ] [ 91 ] [ 92 ] |
| テクノフェス賞                          | 2018年2月19日    | 助演女優賞                 | ヴァララクシュミ・サラトクマール                | ノミネート | [ 85 ] [ 86 ] [ 87 ] [ 88 ] [ 89 ] [ 90 ] [ 91 ] [ 92 ] |
| テクノフェス賞                          | 2018年2月19日    | 音楽監督賞                 | サム・C・S                                      | 受賞       | [ 85 ] [ 86 ] [ 87 ] [ 88 ] [ 89 ] [ 90 ] [ 91 ] [ 92 ] |
| テクノフェス賞                          | 2018年2月19日    | 作詞家賞                   | - ヴィグネーシュ・シヴァン - 「Karuppu Vellai」 | ノミネート | [ 85 ] [ 86 ] [ 87 ] [ 88 ] [ 89 ] [ 90 ] [ 91 ] [ 92 ] |
| エジソン賞                              | 2018年2月26日    | 性格女優賞                 | ヴァララクシュミ・サラトクマール                | 受賞       | [ 93 ]                                                  |
| 第10回ヴィジャイ・アワード              | 2018年5月26日    | 作品賞                     | 『ヴィクラムとヴェーダー』                      | ノミネート | [ 94 ] [ 95 ] [ 96 ]                                    |
| 第10回ヴィジャイ・アワード              | 2018年5月26日    | 監督賞                     | プシュカル&ガーヤトリ                           | 受賞       | [ 94 ] [ 95 ] [ 96 ]                                    |
| 第10回ヴィジャイ・アワード              | 2018年5月26日    | 脚本賞                     | プシュカル&ガーヤトリ                           | 受賞       | [ 94 ] [ 95 ] [ 96 ]                                    |
| 第10回ヴィジャイ・アワード              | 2018年5月26日    | 台詞賞                     | K・マニカンダン                                 | ノミネート | [ 94 ] [ 95 ] [ 96 ]                                    |
| 第10回ヴィジャイ・アワード              | 2018年5月26日    | 主演男優賞                 | ヴィジャイ・セードゥパティ                      | 受賞       | [ 94 ] [ 95 ] [ 96 ]                                    |
| 第10回ヴィジャイ・アワード              | 2018年5月26日    | 主演女優賞                 | シュラッダー・シュリーナート                    | ノミネート | [ 94 ] [ 95 ] [ 96 ]                                    |
| 第10回ヴィジャイ・アワード              | 2018年5月26日    | 助演女優賞                 | ヴァララクシュミ・サラトクマール                | ノミネート | [ 94 ] [ 95 ] [ 96 ]                                    |
| 第10回ヴィジャイ・アワード              | 2018年5月26日    | 音楽監督賞                 | サムC・S                                        | ノミネート | [ 94 ] [ 95 ] [ 96 ]                                    |
| 第10回ヴィジャイ・アワード              | 2018年5月26日    | 作曲賞                     | サムC・S                                        | 受賞       | [ 94 ] [ 95 ] [ 96 ]                                    |
| 第10回ヴィジャイ・アワード              | 2018年5月26日    | スタント監督賞             | ディリープ・スッバラーヤン                      | ノミネート | [ 94 ] [ 95 ] [ 96 ]                                    |
| 第10回ヴィジャイ・アワード              | 2018年5月26日    | 美術監督賞                 | ヴィノート・ラージクマール                      | ノミネート | [ 94 ] [ 95 ] [ 96 ]                                    |
| 第10回ヴィジャイ・アワード              | 2018年5月26日    | 編集賞                     | リチャード・ケヴィン・A                         | ノミネート | [ 94 ] [ 95 ] [ 96 ]                                    |
| 第10回ヴィジャイ・アワード              | 2018年5月26日    | 撮影賞                     | P・S・ヴィノード                                | ノミネート | [ 94 ] [ 95 ] [ 96 ]                                    |
| 第10回ヴィジャイ・アワード              | 2018年5月26日    | フェイバリット作品賞       | 『ヴィクラムとヴェーダー』                      | ノミネート | [ 94 ] [ 95 ] [ 96 ]                                    |
| 第10回ヴィジャイ・アワード              | 2018年5月26日    | フェイバリット監督賞       | プシュカル&ガーヤトリ                           | ノミネート | [ 94 ] [ 95 ] [ 96 ]                                    |
| 第65回フィルムフェア賞 南インド映画部門 | 2018年6月16日    | 作品賞                     | 『ヴィクラムとヴェーダー』                      | ノミネート | [ 97 ] [ 98 ]                                           |
| 第65回フィルムフェア賞 南インド映画部門 | 2018年6月16日    | 監督賞                     | プシュカル&ガーヤトリ                           | 受賞       | [ 97 ] [ 98 ]                                           |
| 第65回フィルムフェア賞 南インド映画部門 | 2018年6月16日    | 主演男優賞                 | R・マーダヴァン                                 | ノミネート | [ 97 ] [ 98 ]                                           |
| 第65回フィルムフェア賞 南インド映画部門 | 2018年6月16日    | 主演男優賞                 | ヴィジャイ・セードゥパティ                      | 受賞       | [ 97 ] [ 98 ]                                           |
| 第65回フィルムフェア賞 南インド映画部門 | 2018年6月16日    | 助演女優賞                 | ヴァララクシュミ・サラトクマール                | ノミネート | [ 97 ] [ 98 ]                                           |
| 第65回フィルムフェア賞 南インド映画部門 | 2018年6月16日    | 男性プレイバックシンガー賞 | - アニルド・ラヴィチャンダル - 「Yaanji」       | 受賞       | [ 97 ] [ 98 ]                                           |
| 第65回フィルムフェア賞 南インド映画部門 | 2018年6月16日    | 審査員選出男優賞           | R・マーダヴァン                                 | 受賞       | [ 97 ] [ 98 ]                                           |
| 第7回南インド国際映画賞                 | 2018年9月14-15日 | 作品賞                     | 『ヴィクラムとヴェーダー』                      | 受賞       | [ 99 ] [ 100 ]                                          |
| 第7回南インド国際映画賞                 | 2018年9月14-15日 | 監督賞                     | プシュカル&ガーヤトリ                           | ノミネート | [ 99 ] [ 100 ]                                          |
| 第7回南インド国際映画賞                 | 2018年9月14-15日 | 主演男優賞                 | R・マーダヴァン                                 | ノミネート | [ 99 ] [ 100 ]                                          |
| 第7回南インド国際映画賞                 | 2018年9月14-15日 | 主演男優賞                 | ヴィジャイ・セードゥパティ                      | ノミネート | [ 99 ] [ 100 ]                                          |
| 第7回南インド国際映画賞                 | 2018年9月14-15日 | 助演女優賞                 | ヴァララクシュミ・サラトクマール                | ノミネート | [ 99 ] [ 100 ]                                          |
| 第7回南インド国際映画賞                 | 2018年9月14-15日 | 審査員選出男優賞           | R・マーダヴァン                                 | 受賞       | [ 99 ] [ 100 ]                                          |
| 第7回南インド国際映画賞                 | 2018年9月14-15日 | 新人女優賞                 | シュラッダー・シュリーナート                    | ノミネート | [ 99 ] [ 100 ]                                          |
| 第7回南インド国際映画賞                 | 2018年9月14-15日 | 音楽監督賞                 | サム・C・S                                      | ノミネート | [ 99 ] [ 100 ]                                          |
| 第7回南インド国際映画賞                 | 2018年9月14-15日 | 男性プレイバックシンガー賞 | - アニルド・ラヴィチャンダル - 「Yaanji」       | ノミネート | [ 99 ] [ 100 ]                                          |
| 第7回南インド国際映画賞                 | 2018年9月14-15日 | 女性プレイバックシンガー賞 | - シャクティシュリー・ゴーパーラン - 「Yaanji」 | ノミネート | [ 99 ] [ 100 ]                                          |

## リメイク
2018年3月、プシュカル&ガーヤトリは『ヴィクラムとヴェーダー』のヒンディー語リメイク企画を発表し、YNOTスタジオが再び製作を手掛けることが明かされた。このリメイク作品は『ヴィクラムとヴェーダ』のタイトルで2022年9月30日に公開された。